# Märkisches Museum (stacja metra)
Märkisches Museum – stacja metra w Berlinie, w dzielnicy Mitte, w okręgu administracyjnym Mitte na linii U2. Stacja została otwarta w 1913.